# Alexandre Boucaut
Alexandre Boucaut (Vallon-Brabant, 1980. október 10. –) belga nemzetközi labdarúgó-játékvezető. Polgári foglalkozása bankár, egy bankfiók igazgatója.

## Pályafutása

### Nemzeti játékvezetés
A játékvezetésből 1996-ban Wavrében vizsgázott. Vizsgáját követően a Vallon-Brabant Labdarúgó-szövetség által felügyelt labdarúgó bajnokságokban kezdte sportszolgálatát. A Belga labdarúgó-szövetség Játékvezető Bizottságának (JB) minősítésével 2009-től a Jupiler Pro League. Küldési gyakorlat szerint rendszeres 4. bírói szolgálatot is végzett. Pro League mérkőzéseinek száma: 106 (2015. szeptember 12.).
| Időpont          | Helyszín             | Mérkőzés típusa           | Mérkőzés                      | Eredmény | Nézők száma |
| ---------------- | -------------------- | ------------------------- | ----------------------------- | -------- | ----------- |
| 2009. február 8. | Het Kuipje, Westerlo | első Pro League mérkőzése | KVC Westerlo–Sporting Lokeren | 1 – 0    | 5000        |

### Nemzetközi játékvezetés
A Belga labdarúgó-szövetség JB terjesztette fel nemzetközi játékvezetőnek, a Nemzetközi Labdarúgó-szövetség (FIFA) 2012-től  tartja nyilván bírói keretében. A FIFA JB központi nyelvei közül a franciát beszéli. Az UEFA JB besorolása szerint 3. kategóriás bíró. Több nemzetek közötti válogatott, valamint Európa-liga és UEFA-bajnokok ligája klubmérkőzést vezetett, vagy működő társának 4. bíróként segített. Válogatott mérkőzéseinek száma: 1 (2014).

#### A magyar labdarúgó-válogatott mérkőzései (1902–1929)
| Időpont         | Helyszín             | Mérkőzés típusa              | Mérkőzés                | Eredmény | Nézők száma |
| --------------- | -------------------- | ---------------------------- | ----------------------- | -------- | ----------- |
| 2014. június 7. | Népstadion, Budapest | felkészülési (888. mérkőzés) | Magyarország–Kazahsztán | 3 – 0    | 10 000      |